# NGC 1136
NGC 1136 is een balkspiraalstelsel in het sterrenbeeld Slingeruurwerk. Het hemelobject werd op 5 december 1834 ontdekt door de Britse astronoom John Herschel.

## Synoniemen
- PGC 10807
- ESO 154-19
- FAIR 732
- AM 0249-551
- IRAS02493-5510